# Liu Zongyuan
Pour les articles homonymes, voir Liu.
Dans ce nom, le nom de famille, Liu, précède le nom personnel.
Liu Zongyuan (chinois 柳宗元, EFEO Lieou Tsong-yuan), né en 773, mort en 819, est un écrivain chinois de la dynastie Tang. Il est avec Han Yu le promoteur d'un retour à une écriture dans une prose concise, la « prose antique » (guwen). Ses essais et sa poésie porte la marque d'un certain pessimisme.

## Biographie
Originaire de la région de Hedong (actuel Shanxi), il devient docteur dès l'âge de vingt ans et exerce entre autres la fonction de gouverneur de Lantian en 803. En 805 Shunzong devient empereur. Wang Shuwen (en) et Wei Zhiyi (en), à la tête du gouvernement, engagent une politique réformiste. Liu Zongyuan est nommé ministre des Rites. Après la mort de Shunzong, le nouvel empereur, Xianzong, met fin aux réformes. Liu est envoyé en exil à Yongzhou, où il occupe un poste qui lui laisse de nombreux loisirs. De retour à la capitale en 814 ou 815, il est envoyé à Liuzhou, où il meurt en 819. Les habitants du lieu lui élèvent un temple.

## Œuvre
Avant d'occuper d'importantes fonctions au gouvernement, Liu Zongyuan fait œuvre de critique à l'égard des ouvrages antiques. Il montre ainsi que les Entretiens de Confucius ne sont pas de sa main. Il conteste aussi l'historicité du Guo yu, autre ouvrage de l'Antiquité. Il est par ailleurs auteur d'un discours Sur le féodalisme (Fengjian lun) qui font de lui un « néo- ou crypto-légiste ».
Son exil à Yongzhou est pour lui l'occasion de rédiger ses œuvres les plus marquantes. Il y écrit ses Yongzhou baji (Huit Notes d'excursion à Yongzhou), inaugurant ainsi le genre de récit de voyage (ÿouji wenxue). Les apologues qu'il écrit durant cette période sont aussi célèbres.
Liu Zongyuan est aussi poète. De cent-quarante à deux cents poèmes nous sont parvenus, dont cinq figurent dans Trois cents poèmes des Tang.
Parmi ses poèmes les plus célèbres, figure « Neige sur le fleuve » (江雪).
| 江雪 千山鳥飛絕 萬徑人蹤滅 孤舟蓑笠翁 獨釣寒江雪 | Neige sur le fleuve Sur mille montagnes, aucun vol d'oiseau. Sur dix mille sentiers, nulle trace d'homme. Sur une barque solitaire, un vieillard en manteau, chapeau, Pêche seul la neige sur un fleuve de glace. |

## Traductions
- Paul Demiéville (dir.), Anthologie de la poésie chinoise classique, Paris, coll. « Poésie », 1962  — Lieou Tsong-yuan, p. 330-331
- François Cheng, L'Écriture poétique chinoise. Suivi d'une anthologie des poèmes des Tang, Le Seuil, coll. « Points Essais », 1977, rééd. 1982, 1996  — Liu Zong-yuan, p. 177 et 260
- Traduction de l'apologue L'Histoire de l'homme qui attrapait les serpents, dans Pu Songling, Chroniques de l'étrange, trad. André Lévy, Philippe Picquier, « Picquier poche », 1996, rééd. 1999, 2010, note 2, p. 132-134
- Jacques Pimpaneau, Anthologie de la littérature chinoise classique, Arles, Philippe Picquier, 2004, 952 p. (ISBN 2-87730-666-6)  — Liu Zongyuan, p. 352-372